# Kevin Phillips
Kevin Phillips, född den 25 juli 1973 i Hitchin, England, är en engelsk före detta fotbollsspelare som för närvarande är assisterande tränare för Derby County.

## Karriär
Phillips spelade för amatörlaget Baldock Town tills 1994, då han värvades till Watford i andradivisionen. Efter tre säsonger och 24 ligamål köpte Sunderland Phillips, som en del av ett försök att ta sig tillbaka till Premier League. Efter att ha förlorat en dramatisk playoff-final efter att Phillips vunnit skytteligan 1997/1998. Året därpå lyckades Sunderland ta sig upp, och Phillips gjorde debut i högstaligan som tjugosexåring.
Phillips gjorde total succé tillsammans med Niall Quinn när Sunderland slutade sjua i Premier League, och lyckades vinna skytteligan med 30 gjorda mål, en sensationell utveckling för en spelare som spelade amatörfotboll fram tills 21 års ålder. De följande tre åren såg Sunderland tappa sin slagstyrka, och även om Phillips fortsatte att göra mål så åkte laget ur ligan 2003. Efter nedflyttningen flyttade Phillips till Southampton, där han och James Beattie formerade ett fruktat anfallspar för att vara ett lag i mitten av tabellen. Efter två säsonger åkte även Southampton överraskande ur som tjugonde och sista lag. Efter en säsong i Aston Villa spelade Phillips två säsonger för West Bromwich i andraligan, men lämnade klubben efter uppflyttningen 2008. I sin tredje klubb i samma stad (Birmingham City) vann Phillips sin enda titel i karriären, när Obafemi Martins sena mål avgjorde ligacupfinalen mot Arsenal 2011. Phillips var med och fick Birmingham uppflyttat för tredje gången i sin karriär 2009, men var med och åkte ur två år senare, även det för tredje gången.
Efter att ha lämnat Birmingham skrev Phillips på för nyligen nedflyttade Blackpool, där han vid 38 års ålder kom att bli en nyckelspelare i deras försök att ta sig tillbaka till Premier League. Han startade sin nya Premier League-sejour med ett inhopp i premiärmatchen hemma mot Tottenham.
Phillips spelade nio landskamper för England, men lyckades inte göra något mål. Han var med i truppen till fotbolls-EM 2000, men trots han vunnit skytteligan och den europeiska guldskon så fick han inte spela en enda minut.
Phillips spelade sin sista match i karriären mot Doncaster Rovers den 3 maj 2014.

### Titlar
- Engelska ligacupen (2011)
- Europeiska guldskon (2000, individuell)